# Marie Paradis

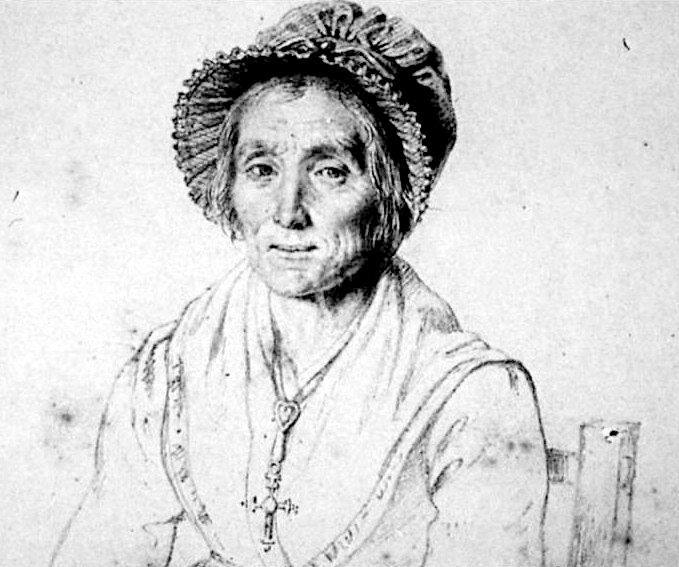
Marie Paradis

Marie Paradis (* 1778 in Bourgeat-Les Houches, Chamonix; † 1839) war eine französische Alpinistin. Sie erstieg im Sommer 1808 als erste Frau den Mont Blanc.

## Leben
Jacques Balmat, der gemeinsam mit Michel-Gabriel Paccard am 8. August 1786 als Erster den Mont Blanc bestiegen hatte und zwei weitere Bergführer, nahmen die junge Frau spontan mit auf ihre Tour, wobei sie sie auf einigen Streckenteilen trugen. Als sie erfolgreich zurückgekehrt waren, wurde Paradis als „Marie Montblanc“ zu einer berühmten Persönlichkeit der Region und eröffnete einen gutgehenden Teeausschank. Über ihre Besteigung schrieb die Augsburgische Ordinari Postzeitung:
„Im vorigen Monat haben 3 Gesellschaften, jede aus 5 bis 6 Personen bestehend, den 14,500 Fuß hohen Montblanc im ehemaligen Savoyen, den höchsten Berg der alten Welt, bis zu seinem obersten Gipfel erstiegen. Unter den Personen, welche das Wagestück glücklich unternahmen, war auch ein Frauenzimmer, Namens Paradis. Eine dieser Gesellschaften hat im Auf- und Niedersteigen gar nicht ausgeruht, sondern ist 22 Stunden lang fortmarschirt. – Alle diese Personen klagten bey der Zurückkunft über Augenschmerzen, weil der Schnee und das Eis, worüber sie wandern mußten, ihr Gesicht geblendet hatte.“ – „Marie Paradies hatte allein von diesen üblen Zufällen weniger gelitten, weil sie einen doppelten Flor vor den Augen trug, und das Gesicht stark mit Seife eingerieben hatte.“
Als zweite Frau und aus eigener Kraft erreichte Henriette d’Angeville 1838 den Gipfel des Mont Blanc.